# Sava (Mauritania)
Sava è uno dei cinque comuni del dipartimento di Tamchekett, situato nella regione di Hodh-Gharbi in Mauritania. Nel censimento della popolazione del 2000 contava 10.561 abitanti.